# حفظ الذات
حفظ الذات (بالإنجليزية: Self-preservation)‏ وَيُسمى أيضاً حفظ النفس وَغريزة الحفاظ على النَفس وَ غريزة البقاء وحب البقاء، ويُعرف على أنهُ السُلوك الذي يَضمن بقاء الكائن على قَيد الحياة، وَيكاد يَكون هذا السَلوك مُنتشراً بين جميع الكائنات الحية، وَيُعتبر الخوف والألم جُزء من هذا السُلوك.